# 구미계 도민

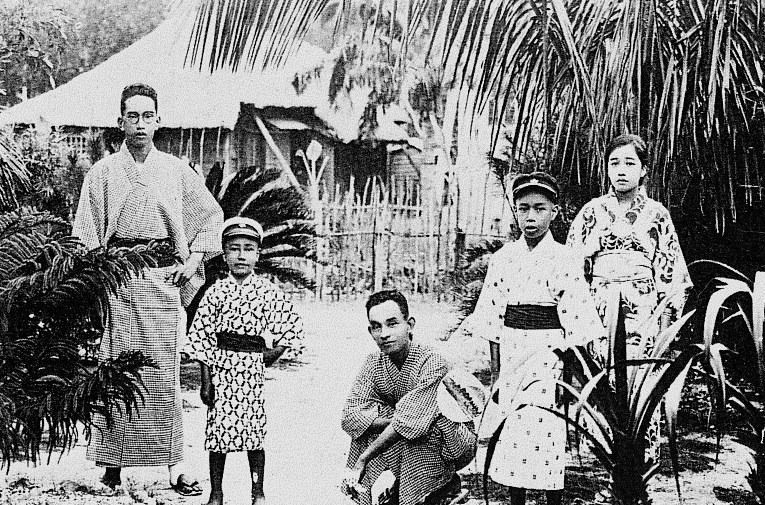
20세기 초의 구미계 도민

구미계도민(일본어: 欧米系島民 오베이케이토민[*])은 일본령 오가사와라 제도의 유럽계 원주민족을 가리키는 말이다. 구미계도민과 오가사와라 제도에 사는 폴리네시아인을 합쳐서 오가사와라인이라고 부르기도 한다.
본래 오가사와라 제도는 무인도로서 유럽인이 먼저 발견하였고 일본인이 거주하지 않았다. 1830년 유럽인 및 미국인과 폴리네시아인들이 처음으로 들어와 거주하기 시작하였으나 1876년 일본이 오가사와라 제도를 합병하면서 남은 유럽인과 미국인들은 일본 국적을 부여받게 되었다. 이렇게 일본령이 되고도 섬에 남은 유럽계 주민들이 구미계도민이라고 불리고 있다. 사용하는 언어는 대부분 영어이며 일부는 이탈리아어, 포르투갈어를 사용한다. 오가사와라 방언을 사용하기도 한다.
이후 일본 본토에서 정착민이 들어오기 시작하여 신도민을 이루었다. 제2차 세계대전 중 1944년 대부분의 주민이 혼슈로 소개되었고 전후 1968년까지 미국이 오가사와라 제도를 점령하면서 원래의 문화는 흐려졌다.

## 같이 보기
- 일본계 미국인
- 재일 미국인